# Blind Melon
Blind Melon ist eine Alternative-Rock-Band aus Mississippi (USA). Ihren Namen entlieh sich die Band bei Brad Smiths Vater, der die örtlichen Hippies als Blind Melons bezeichnete.

## Bandgeschichte
Gegründet wurde Blind Melon 1989 von Shannon Hoon (Gesang), Christopher Thorn (Gitarre), Rogers Stevens (Gitarre), Brad Smith (Bass) und Glen Graham (Schlagzeug). 1991 unterzeichnete die Band ihren ersten Plattenvertrag mit Capitol Records und ging kurze Zeit später ins Studio, um ein bislang unveröffentlichtes Demo aufzunehmen. Axl Rose, Leadsänger von Guns N’ Roses und durch seine Schwester mit Shannon Hoon bekannt, lud diesen daraufhin ein, den Background-Gesang auf einigen Stücken des Doppel-Albums Use Your Illusion zu übernehmen und in dem Video zu Don’t Cry aufzutreten.
1992 erschien schließlich Blind Melons erstes, von Rick Parashar (Temple of the Dog/Pearl Jam) produziertes Album Blind Melon. Das Album wurde vierfach mit Platin ausgezeichnet und enthielt mit dem später als Single ausgekoppelten Song No Rain den größten Hit der Band. Nach diversen Auftritten im Jahre 1993 als Vorgruppe für Künstler wie Neil Young und Lenny Kravitz ging die Band im Jahre 1994 erstmals als Headliner auf Tour, welche bereits nach wenigen Auftritten aufgrund von Shannon Hoons eskalierenden Drogenproblemen beendet werden musste. Stattdessen begann die Band mit Produzent Andy Wallace im November 1994 die Arbeiten an ihrem zweiten Album, das im Sommer 1995 unter dem Titel Soup erschien, eine Platte, die vergleichsweise dunkler klang als der sonnige Vorgänger. Hoon gab später zu, keinerlei Erinnerungen an die Aufnahmen zu haben, da sein Drogenproblem zu diesem Zeitpunkt erneut eskalierte.
Die Hoffnung, die Geburt seiner Tochter Nico Blue am 11. Juli 1995 würde zur Genesung führen, erfüllte sich nicht: Trotz aller Warnungen von Hoons Drogenberater, begab sich die Band unter massivem Druck seitens ihrer Plattenfirma am 19. September 1995 auf Tournee, um das neue Material zu promoten. Nach einem desaströsen Konzert in Houston/Texas mit einem völlig zugedröhnten Shannon Hoon erreichte die Band am Morgen des 21. Oktober 1995 New Orleans. Die restlichen Bandmitglieder suchten ihre Hotelzimmer auf, während sich Shannon Hoon entschied, unter Drogeneinfluss die Stadt unsicher zu machen. Wenig später kletterte er in die Schlafkoje des Tourbusses und schlief ein. Er starb im Schlaf an einer akuten Überdosis Kokain. Die Band stand völlig unter Schock, als ein Crewmitglied gegen 13 Uhr am Mittag vergeblich versuchte, den 28-jährigen zum Soundcheck zu wecken.
Hoon wurde im November 1995 in seiner Heimat Indiana beerdigt.
1996 veröffentlichten die verbliebenen Mitglieder der Band das Album Nico, für welches man bislang ungenutzte Gesangsparts von Hoon verwertete. Den Erlös des Albums stellte die Band einer Hilfseinrichtung für drogen- und alkoholkranke Musiker zur Verfügung. Nachdem man zuvor erfolglos nach einem neuen Sänger gesucht hatte, übernahm schließlich Bassist Brad Smith die Gesangsparts. Ein neues Album erschien jedoch nicht mehr, da sich die Band kurz darauf entschloss, künftig getrennte Wege zu gehen. 1999 wurde schließlich offiziell das Ende von Blind Melon bekannt gegeben.
Im Jahr 2006 hat sich die Band mit einem neuen Sänger, Travis Warren, neu formiert. Am 22. April 2008 erschien mit For My Friends das vierte Studio-Album der Band.

## Diskografie

### Studioalben
| Jahr | Titel          | Höchstplatzierung, Gesamtwochen, AuszeichnungChartplatzierungen (Jahr, Titel, Platzierungen, Wochen, Auszeichnungen, Anmerkungen) | Höchstplatzierung, Gesamtwochen, AuszeichnungChartplatzierungen (Jahr, Titel, Platzierungen, Wochen, Auszeichnungen, Anmerkungen) | Höchstplatzierung, Gesamtwochen, AuszeichnungChartplatzierungen (Jahr, Titel, Platzierungen, Wochen, Auszeichnungen, Anmerkungen) | Höchstplatzierung, Gesamtwochen, AuszeichnungChartplatzierungen (Jahr, Titel, Platzierungen, Wochen, Auszeichnungen, Anmerkungen) | Höchstplatzierung, Gesamtwochen, AuszeichnungChartplatzierungen (Jahr, Titel, Platzierungen, Wochen, Auszeichnungen, Anmerkungen) | Anmerkungen                              |
| Jahr | Titel          | DE | AT | CH | UK | US | Anmerkungen                              |
| ---- | -------------- | --- | --- | --- | --- | --- | ---------------------------------------- |
| 1992 | Blind Melon    | DE62 (9 Wo.)DE | AT35 (3 Wo.)AT | — | UK53 Silber · (5 Wo.)UK | US3 ×4Vierfachplatin · (44 Wo.)US                                                                                                 | Erstveröffentlichung: 22. September 1992 |
| 1995 | Soup           | — | AT44 (1 Wo.)AT | — | UK48 (2 Wo.)UK | US28 (9 Wo.)US | Erstveröffentlichung: 15. August 1995    |
| 1996 | Nico           | — | — | — | — | US161 (1 Wo.)US | Erstveröffentlichung: 12. November 1996  |
| 2008 | For My Friends | — | — | — | — | US133 (1 Wo.)US | Erstveröffentlichung: 22. April 2008     |

Weitere Alben
- 2002: Classic Masters
- 2005: The Best of
- 2005: Live at the Metro
- 2006: Live at the Palace
- 2009: Deep Cuts

### Singles
| Jahr | Titel Album               | Höchstplatzierung, Gesamtwochen, AuszeichnungChartplatzierungen (Jahr, Titel, Album, Platzierungen, Wochen, Auszeichnungen, Anmerkungen) | Höchstplatzierung, Gesamtwochen, AuszeichnungChartplatzierungen (Jahr, Titel, Album, Platzierungen, Wochen, Auszeichnungen, Anmerkungen) | Höchstplatzierung, Gesamtwochen, AuszeichnungChartplatzierungen (Jahr, Titel, Album, Platzierungen, Wochen, Auszeichnungen, Anmerkungen) | Höchstplatzierung, Gesamtwochen, AuszeichnungChartplatzierungen (Jahr, Titel, Album, Platzierungen, Wochen, Auszeichnungen, Anmerkungen) | Höchstplatzierung, Gesamtwochen, AuszeichnungChartplatzierungen (Jahr, Titel, Album, Platzierungen, Wochen, Auszeichnungen, Anmerkungen) | Anmerkungen                       |
| Jahr | Titel Album               | DE | AT | CH | UK | US | Anmerkungen                       |
| ---- | ------------------------- | --- | --- | --- | --- | --- | --------------------------------- |
| 1993 | Tones of Home Blind Melon | — | — | — | UK62 (2 Wo.)UK | — | Erstveröffentlichung: Juni 1993   |
| 1993 | No Rain Blind Melon       | DE76 (7 Wo.)DE | AT29 (1 Wo.)AT | — | UK17 Silber · (6 Wo.)UK | US20 (23 Wo.)US | Erstveröffentlichung: August 1993 |
| 1994 | Change Blind Melon        | — | — | — | UK35 (3 Wo.)UK | — | Erstveröffentlichung: Juni 1994   |
| 1995 | Galaxie Soup              | — | — | — | UK37 (2 Wo.)UK | — | Erstveröffentlichung: August 1995 |

## Auszeichnungen für Musikverkäufe
| Goldene Schallplatte - Neuseeland - 2025: für das Album Blind Melon | 2× Platin-Schallplatte - Neuseeland - 2024: für die Single No Rain |

Anmerkung: Auszeichnungen in Ländern aus den Charttabellen bzw. Chartboxen sind in ebendiesen zu finden.
| Land/RegionAuszeichnungen für Musikverkäufe (Land/Region, Auszeichnungen, Verkäufe, Quellen) | Silber     | Gold  | Platin     | Verkäufe  | Quellen              |
| -------------------------------------------------------------------------------------------- | ---------- | ----- | ---------- | --------- | -------------------- |
| Neuseeland (RMNZ)                                                                            | —          | Gold1 | 2× Platin2 | 67.500    | radioscope.co.nz NZ2 |
| Vereinigte Staaten (RIAA)                                                                    | —          | —     | 4× Platin4 | 4.000.000 | riaa.com             |
| Vereinigtes Königreich (BPI)                                                                 | 2× Silber2 | —     | —          | 260.000   | bpi.co.uk            |
| Insgesamt                                                                                    | 2× Silber2 | Gold1 | 6× Platin6 |           |                      |